# Lancer du poids féminin aux championnats du monde d'athlétisme 2011
Navigation
Berlin 2009 Moscou 2013
L'épreuve du lancer du poids féminin des championnats du monde de 2011 s'est déroulée les 28 et 29 août 2011 dans le stade de Daegu en Corée du Sud. Elle est remportée par la Néo-Zélandaise Valerie Adams.

## Records et performances

### Records
Les records du lancer de poids femmes (mondial, des championnats et par continent) étaient avant les championnats 2011 les suivants.  
| Record du monde           | Natalya Lisovskaya | Union soviétique | 22,63 m | Moscou, Union soviétique | 7 juin 1987      |
| Record des championnats   | Natalya Lisovskaya | Union soviétique | 21,24 m | Rome, Italie             | 5 septembre 1987 |
| Record d'Afrique          | Vivian Chukwuemeka | Nigeria          | 18,35 m | Ijebu Ode, Nigéria       | 17 avril 2006    |
| Record d'Asie             | Li Meisu           | Chine            | 21,76 m | Shijiazhuang, Chine      | 23 avril 1988    |
| Record d'Amérique du Nord | Belsy Laza         | Cuba             | 20,96 m | Mexico, Mexique          | 2 mai 1992       |
| Record d'Amérique du Sud  | Elisângela Adriano | Brésil           | 19,30 m | Tunja, Colombie          | 14 juillet 2001  |
| Record d'Europe           | Natalya Lisovskaya | Union soviétique | 22,63 m | Moscou, Union soviétique | 7 juin 1987      |
| Record d'Océanie          | Valerie Vili       | Nouvelle-Zélande | 20,69 m | Rio de Janeiro, Brésil   | 17 mai 2009      |

## Engagées
Pour se qualifier, il faut avoir réalisé au moins 18,30 m (minimum A) ou 17,30 m (minimum B) entre le 15 octobre 2010 et le 15 août 2011.

## Médaillées
| Or            | Argent                    | Bronze      |
| Valerie Adams | Jillian Camarena-Williams | Gong Lijiao |

## Résultats

### Finale
| Rang               | Athlète                   | Pays              | Essais  | Essais  | Essais  | Essais  | Essais  | Essais  | Marque  | Notes      |
| Rang               | Athlète                   | Pays              | 1       | 2       | 3       | 4       | 5       | 6       | Marque  | Notes      |
| ------------------ | ------------------------- | ----------------- | ------- | ------- | ------- | ------- | ------- | ------- | ------- | ---------- |
| Médaille d'or      | Valerie Adams             | Nouvelle-Zélande  | 19,37 m | x       | 20,04 m | 20,72 m | x       | 21,24 m | 21,24 m | CR, AR, WL |
| Médaille d'argent  | Jillian Camarena-Williams | États-Unis        | 19,63 m | 18,53 m | 19,24 m | 20,02 m | 18,80 m | 19,44 m | 20,02 m |            |
| Médaille de bronze | Gong Lijiao               | Chine             | 19,64 m | x       | x       | 19,82 m | 19,97 m | x       | 19,97 m |            |
| 4                  | Yevgeniya Kolodko         | Russie            | 18,42 m | 18,28 m | 19,78 m | x       | x       | 19,26 m | 19,78 m | PB         |
| 5                  | Li Ling                   | Chine             | 19,12 m | 19,71 m | 19,23 m | 19,60 m | 19,50 m | 19,49 m | 19,71 m |            |
| 6                  | Anna Avdeyeva             | Russie            | 18,80 m | 18,65 m | 19,16 m | 18,96 m | 19,54 m | 18,51 m | 19,54 m | SB         |
| 7                  | Nadine Kleinert           | Allemagne         | 19,26 m | x       | 18,83 m | x       | x       | -       | 19,26 m | SB         |
| 8                  | Michelle Carter           | États-Unis        | 18,76 m | x       | 18,13 m |         |         |         | 18,76 m |            |
| 9                  | Anna Omarova              | Russie            | 18,67 m | x       | x       |         |         |         | 18,67 m |            |
| 10                 | Natallia Mikhnevich       | Biélorussie       | 18,44 m | x       | 18,47 m |         |         |         | 18,47 m |            |
| 11                 | Christina Schwanitz       | Allemagne         | 17,96 m | x       | x       |         |         |         | 17,96 m |            |
| 12                 | Cleopatra Borel           | Trinité-et-Tobago | x       | 17,62 m | 17,53 m |         |         |         | 17,62 m |            |
| DSQ                | Nadzeya Astapchuk         | Biélorussie       | 19,58 m | 19,34 m | 19,87 m | 19,87 m | 20,05 m | 19,60 m | DSQ     |            |

### Qualifications
Qualification pour la finale : 18,65 m (Q) ou les douze meilleures performances (q).
| Rang | Groupe | Athlète                   | Nationalité       | #1      | #2      | #3      | Resultat | Notes |
| ---- | ------ | ------------------------- | ----------------- | ------- | ------- | ------- | -------- | ----- |
| 1    | A      | Valerie Adams             | Nouvelle-Zélande  | 19,79 m |         |         | 19,79 m  | Q     |
| 2    | B      | Gong Lijiao               | Chine             | 19,21 m |         |         | 19,21 m  | Q     |
| 3    | B      | Christina Schwanitz       | Allemagne         | 19,20 m |         |         | 19,20 m  | Q, SB |
| 4    | B      | Nadzeya Astapchuk         | Biélorussie       | 19,11 m |         |         | 19,11 m  | Q     |
| 5    | A      | Jillian Camarena-Williams | États-Unis        | 19,09 m |         |         | 19,09 m  | Q     |
| 6    | B      | Anna Omarova              | Russie            | 17,86 m | 18,01 m | 19,03 m | 19,03 m  | Q     |
| 7    | A      | Cleopatra Borel           | Trinité-et-Tobago | 18,20 m | 18,41 m | 18,95 m | 18,95 m  | Q     |
| 8    | A      | Anna Avdeyeva             | Russie            | 18,32 m | 18,33 m | 18,92 m | 18,92 m  | Q     |
| 9    | B      | Yevgeniya Kolodko         | Russie            | 18,58 m | 18,90 m |         | 18,90 m  | Q     |
| 10   | A      | Natallia Mikhnevich       | Biélorussie       | 18,88 m |         |         | 18,88 m  | Q     |
| 11   | B      | Michelle Carter           | États-Unis        | 18,85 m |         |         | 18,85 m  | Q     |
| 12   | A      | Nadine Kleinert           | Allemagne         | 18,75 m |         |         | 18,75 m  | Q     |
| 13   | A      | Li Ling                   | Chine             | 18,67 m |         |         | 18,67 m  | Q     |
| 14   | B      | Chiara Rosa               | Italie            | 17,69 m | 18,27 m | 18,28 m | 18,28 m  |       |
| 15   | B      | Mailín Vargas             | Cuba              | x       | 18,27 m | x       | 18,27 m  |       |
| 16   | A      | Misleydis González        | Cuba              | 18,24 m | 17,96 m | 17,83 m | 18,24 m  |       |
| 17   | B      | Liu Xiangrong             | Chine             | 17,59 m | 17,96 m | 18,22 m | 18,22 m  |       |
| 18   | A      | Julie Labonté             | Canada            | 17,66 m | 18,04 m | x       | 18,04 m  |       |
| 19   | A      | Josephine Terlecki        | Allemagne         | 17,85 m | 17,72 m | 17,20 m | 17,85 m  |       |
| 20   | B      | Natalia Ducó              | Chili             | 17,42 m | x       | 17,42 m | 17,42 m  |       |
| 21   | A      | Sarah Stevens-Walker      | États-Unis        | 16,50 m | x       | 17,20 m | 17,20 m  |       |
| 22   | B      | Anita Márton              | Hongrie           | x       | 16,33 m | 17,04 m | 17,04 m  |       |
| 23   | B      | Lee Mi-Young              | Corée du Sud      | 16,08 m | 16,18 m | 15,96 m | 16,18 m  |       |
| 24   | B      | Simoné du Toit            | Afrique du Sud    | 15,83 m | x       | x       | 15,83 m  |       |
| 25   | A      | Radoslava Mavrodieva      | Bulgarie          | x       | 15,76 m | x       | 15,76 m  |       |

## Légende
Records et Performances
- AR : Record continental (area record)
- CR : Record des championnats (championship record)
- MR : Record du meeting (meet record)
- NR : Record national (national record)
- OR : Record olympique (olympic record)
- PR : Record paralympique (paralympic record)
- PB : Record personnel (personal best)
- SB : Meilleure performance personnelle de la saison (season's best)
- WL : Meilleure performance mondiale de l'année (world leader)
- WJR : Record du monde junior (world junior record)
- WR : Record du monde (world record)

Circonstances et Conditions
- DNF : N'a pas terminé (did not finish)
- DNS : N'a pas pris le départ (did not start)
- DQ : Disqualification (disqualification)
- NM : Aucun essai valable enregistré (No Mark)
- Q : Qualifié « directement » au prochain tour (ou à la prochaine compétition), lors d'une compétition majeure, grâce au classement ou à la réalisation des minima (automatic qualifier)
- q : Qualifié au prochain tour (ou à la prochaine compétition), lors d'une compétition majeure, grâce au repêchage ou à la réalisation de l'une des meilleures performances parmi celles des « non qualifiés directement » (grâce au meilleur temps ou à la meilleure distance par exemple) (secondary qualifier)